# 1527 год в России
Правление Василия III (1505—1533)
Поход крымского хана Ислям-Гирея на южнорусские земли

## События

### набег Ислам-Гирея
Осенью произошёл набег 40-тысячной крымско-татарской орды под командованием царевича Ислам-Гирея на южнорусские земли, 5 дней Москва, Коломна и другие города были в осаде.
Осенью боярин Михаил Юрьевич Захарьин и князь Борис Иванович Горбатый-Шуйский были оставлены Василием III оборонять Москву;
Фёдор Иванович Одоевский возглавил оборону Тулы;
Пётр Иванович Репнин руководил обороной Каширы;
Иван Михайлович Воротынский в начале года и второй раз — осенью — возглавлял оборону Одоева;
Фёдор Михайлович Мстиславский разгромил крымских татар на Оке, это стало решающим сражением этого набега.

### Другие события
- В Москве:
  - перестроен один из кремлёвских соборов — Собор Спаса на Бору
  - старанием великого князя Василия Иоановича основана обетная церковь Бориса и Глеба на Арбате. Существует недоказуемая версия о том, что это связано с рождением Георгия Васильевича у Василия III и его первой жены Соломонии Сабуровой[2]
  - В феврале князь Дмитрий Фёдорович Бельский вместе с князьями Василием Васильевичем Шуйским, Борисом Ивановичем Горбатым и Иваном Даниловичем Пенковым принял поруку представителей высшей знати над князем Михаилом Львовичем Глинским. В случае побега князя Михаила Глинского в Литву Дмитрий Бельский должен был уплатить великому князю 5 тысяч рублей.
  - Пётр Яковлевич Захарьин-Яковлев пожалован в бояре
- В Великом Новгороде 1527—1528 годах построена церковь апостола Филиппа и Николая Чудотворца
- В Астраханском ханстве произошла смена хана: Хусейн бин Джанибек умер в 1526 или 1527 году и ему на смену пришёл освобождённый литовцами Шейх-Ахмед

## Скончались
- Дионисий — игумен Саввино-Сторожевского монастыря с 30 января 1490 года, иконописец.
- Семён Фёдорович Курбский — князь и воевода на службе у московских князей Ивана III и Василия III. Сын князя Фёдора Семёновича, внук первого князя Курбского, детей не имел.